# 日本の経済学者の一覧
日本の経済学者の一覧（にほんのけいざいがくしゃのいちらん）は、日本の有名な経済学者を一覧にしたものである。
経済学者の一覧、Category:日本の経済学者も参照。
| 目次 | 目次 | 目次 | 目次 | 目次 | 目次 | 目次 | 目次 | 目次 | 目次 | 目次 |
| ---- | ---- | ---- | ---- | ---- | ---- | ---- | ---- | ---- | ---- | ---- |
| わ   | ら   | や   | ま   | は   |      | な   | た   | さ   | か   | あ   |
|      | り   |      | み   | ひ   |      | に   | ち   | し   | き   | い   |
| を   | る   | ゆ   | む   | ふ   |      | ぬ   | つ   | す   | く   | う   |
|      | れ   |      | め   | へ   |      | ね   | て   | せ   | け   | え   |
| ん   | ろ   | よ   | も   | ほ   |      | の   | と   | そ   | こ   | お   |

## 日本の経済学者

### あ
- 青木浩介
- 青木昌彦
- 青木正直
- 阿部誠
- 天野明弘
- 雨宮健
- 荒憲治郎

### い
- 飯田泰之
- 飯塚敏晃
- 伊神満
- 池田一新
- 砂川伸幸
- 石川城太
- 石川経夫
- 依田高典
- 市石達郎
- 市村真一
- 市村英彦
- 伊藤公一朗
- 伊藤隆敏
- 伊藤秀史
- 伊藤元重
- 稲田献一
- 井上篤
- 猪木武徳
- 井堀利宏
- 今井晋
- 岩井克人
- 岩田年浩
- 岩本康志

### う
- 宇井貴志
- 上河泰男
- 植草一秀
- 植田和男
- 植田健一
- 上野勝男
- 宇沢弘文
- 牛尾吉昭
- 内田忠夫
- 内田浩史

### え
- 遠藤久夫

### お
- 大垣昌夫
- 大竹文雄
- 大津泰介
- 大塚啓二郎
- 大野由夏
- 大湾秀雄
- 奥井亮
- 鬼木甫
- 大橋弘
- 大山道広
- 岡崎哲二
- 岡田章
- 置塩信雄
- 翁邦雄
- 奥野正寛
- 尾髙煌之助
- 小野善康
- 小原一郎

### か
- 貝塚啓明
- 海道宏明
- 笠原博幸
- 梶井厚志
- 春日井薫
- 数村友也
- 加藤一雄
- 加藤隆夫
- 加藤泰男
- 金谷太郎
- 金子守
- 金澤雄一郎
- 金本良嗣
- 鎌田雄一郎
- 上東貴志
- 神谷和也
- 川合慶
- 河合正弘
- 川口大司
- 川越敏司
- 神取道宏
- 神林龍

### き
- 岸本直樹
- 北尾早霧
- 北川透
- 北村祐一
- 清滝信宏
- 清野一治

### く
- 朽木昭文
- 国友直人
- 国本隆
- 黒田達朗

### け
- 玄田有史

### こ
- 郡山幸雄
- 小島武仁
- 古澄英男
- 小西秀男
- 小宮隆太郎

### さ
- 西條辰義
- 斎藤修 (一橋大学)
- 斎藤修 (千葉大学)
- 齊藤紘多
- 齊藤誠
- 斎藤光雄
- 齊藤有希子
- 坂井素思
- 榊原磨理子
- 櫻川昌哉
- 佐藤康一郎（専修大学）
- 佐藤主光
- 佐和隆光
- 澤田康幸

### し
- 塩路悦朗
- 重岡仁
- 篠原三代平
- 柴田敬
- 柴田善雅
- 清水修二
- 下津克己
- 下村治
- 白川方明
- 新開陽一
- 新谷元嗣
- 神野直彦

### す
- 末廣昭
- 菅谷拓生
- 杉原薫
- 鈴木光男
- 鈴村興太郎
- 隅谷三喜男

### せ
- 関未代策
- 芹澤成弘

### た
- 高橋悟(経済学)
- 高橋誠一郎
- 高橋正雄
- 竹内謙二
- 武田隆夫
- 竹中平蔵
- 田嶋俊雄
- 多田博一
- 橘木俊詔
- 建元正弘
- 蓼沼宏一
- 田中勝人
- 田中仁史
- 田中万理
- 谷口正信
- 田渕隆俊

### ち
- 中鉢正美
- 千田亮吉
- チャールズ・ユウジ・ホリオカ

### つ
- 都留重人

### て
- 寺西重郎

### と
- 豊田利久

### な
- 中島大輔
- 中嶋亮
- 中村政男
- 成田悠輔

### に
- 二階堂副包
- 西村和雄
- 西村清彦
- 西山慎一

### ね
- 根岸隆

### は
- 畠中道雄
- 八田達夫
- 浜田宏一
- 早川三代治
- 林貴志
- 林敏彦
- 林直道
- 林文夫
- 速水融
- 速水佑次郎

### ひ
- 樋口美雄
- 平野敬祐

### ふ
- 福田慎一
- 藤田晴
- 藤田昌久
- 藤田康範
- 古澤泰治

### ほ
- 星岳雄
- 星野友則
- 程島次郎
- 堀内昭義
- 本多佑三

### ま
- 松井彰彦
- 松島斉
- 松村敏弘
- 松山公紀
- 馬奈木俊介

### み
- 水谷一雄
- 三野和雄
- 宮尾龍蔵
- 宮際計行
- 宮崎元
- 宮澤健一
- 宮島綱男

### む
- 向山敏彦
- 武藤滋夫
- 村上泰亮
- 文世一

### も
- 茂木快治
- 森口親司
- 森嶋通夫
- 森棟公夫
- 諸富徹
- 森脇祥太

### や
- 柳川範之
- 安井琢磨
- 矢野誠
- 山口慎太郎
- 山口力
- 山崎朗
- 山崎泰彦
- 山下拓朗
- 山田修平
- 山本裕一

### よ
- 吉川洋
- 吉田義三
- 吉野直行

### わ
- 渡部経彦
- 渡辺安虎